# Route nationale 49 (Inde)
Pour les articles homonymes, voir Route nationale 49.
La Route nationale 49 (en anglais : National Highway 49, sigle NH 49), une route nationale  en Inde qui s'étend de Bilaspur au Chhattisgarh jusqu'à Kharagpur au Bengale-Occidental.

## Tracé
Partant de la NH 130 près de Bilaspur au Chhattisgarh elle se termine en rencontrant la NH 16 près de Kharagpur, au Bengale occidental.
La route fait partie du réseau AH46.
La route nationale mesure 668 km de long,.
La NH49 traverse les États du Chhattisgarh, de l'Odisha, du Jharkhand et du Bengale-Occidentalen passant par les villes suivantes:
Chhattisgarh
Bilaspur, Saragaon, Sakti, Raigarh
Odisha
Kanaktora, Jharsuguda, Kuchinda, Pravasuni, Deogarh, Barakot, Pal Laharha, Kendujhargarh, Turumunga, Chadheibhol, Jashipur, Bangriposhi
Jharkhand
Baharagora
Bengale-Occidental
Kharagpur